# Щавьево
Ща́вьево — деревня на севере Палехского района Ивановской области. Относится к Майдаковскому сельскому поселению, в 2 км к северу от Майдакова. 

## Население
| 2010 |
| ---- |
| 14   |